# Svédország a 2011-es úszó-világbajnokságon
Svédország a 2011-es úszó-világbajnokságon 25 sportolóval vett részt.

## Érmesek
|     | Nemzet     | Arany | Ezüst | Bronz | Összesen |
| 13. | Svédország | 1     | 1     | 0     | 2        |

| Érem      | Név               | Sport | Esemény                      | Dátum      |
| --------- | ----------------- | ----- | ---------------------------- | ---------- |
| Aranyérem | Therese Alshammar | Úszás | Női 50 méteres gyorsúszás    | július 31. |
| Ezüstérem | Therese Alshammar | Úszás | Női 50 méteres pillangóúszás | július 30. |

## Műugrás
Férfi
| Versenyző            | Esemény                      | Selejtező | Selejtező | Elődöntő          | Elődöntő          | Döntő             | Döntő             |
| Versenyző            | Esemény                      | Pont      | Helyezés  | Pont              | Helyezés          | Pont              | Helyezés          |
| -------------------- | ---------------------------- | --------- | --------- | ----------------- | ----------------- | ----------------- | ----------------- |
| Alexander Andresen   | Férfi 1 méteres műugrás      | 363.95    | 11 Q      |                   |                   | 282.15            | 12                |
| Alexander Andresen   | Férfi 3 méteres műugrás      | 328.85    | 42        | Nem jutott tovább | Nem jutott tovább | Nem jutott tovább | Nem jutott tovább |
| Jonathan Jörnfalk    | Férfi 1 méteres műugrás      | 335.35    | 22        |                   |                   | Nem jutott tovább | Nem jutott tovább |
| Jonathan Jörnfalk    | Férfi 3 méteres műugrás      | 339.45    | 40        | Nem jutott tovább | Nem jutott tovább | Nem jutott tovább | Nem jutott tovább |
| Christofer Eskilsson | Férfi 10 méteres toronyugrás | 407.65    | 22        | Nem jutott tovább | Nem jutott tovább | Nem jutott tovább | Nem jutott tovább |

Női
| Versenyző        | Esemény                    | Selejtező | Selejtező | Elődöntő          | Elődöntő          | Döntő             | Döntő             |
| Versenyző        | Esemény                    | Pont      | Helyezés  | Pont              | Helyezés          | Pont              | Helyezés          |
| ---------------- | -------------------------- | --------- | --------- | ----------------- | ----------------- | ----------------- | ----------------- |
| Anna Lindberg    | Női 1 méteres műugrás      | 276.05    | 5 Q       |                   |                   | 279.55            | 8                 |
| Anna Lindberg    | Női 3 méteres műugrás      | 264.05    | 22        | Nem jutott tovább | Nem jutott tovább | Nem jutott tovább | Nem jutott tovább |
| Julia Loennegren | Női 1 méteres műugrás      | 221.05    | 28        |                   |                   | Nem jutott tovább | Nem jutott tovább |
| Julia Loennegren | Női 10 méteres toronyugrás | 200.65    | 32        | Nem jutott tovább | Nem jutott tovább | Nem jutott tovább | Nem jutott tovább |

## Úszás
Férfi
| Versenyző(k)                                                  | Esemény                            | Selejtező | Selejtező | Elődöntő          | Elődöntő          | Döntő               | Döntő               |
| Versenyző(k)                                                  | Esemény                            | Idő       | Helyezés  | Idő               | Helyezés          | Idő                 | Helyezés            |
| ------------------------------------------------------------- | ---------------------------------- | --------- | --------- | ----------------- | ----------------- | ------------------- | ------------------- |
| Stefan Nystrand                                               | Férfi 50 méteres gyorsúszás        | 22.15     | 6 Q       | 22.23             | 14                | Nem jutott tovább   | Nem jutott tovább   |
| Stefan Nystrand                                               | Férfi 100 méteres gyorsúszás       | 49.80     | 32        | Nem jutott tovább | Nem jutott tovább | Nem jutott tovább   | Nem jutott tovább   |
| Robin Andreasson                                              | Férfi 200 méteres gyorsúszás       | 1:52.21   | 37        | Nem jutott tovább | Nem jutott tovább | Nem jutott tovább   | Nem jutott tovább   |
| Simon Sjodin                                                  | Férfi 100 méteres hátúszás         | 56.06     | 38        | Nem jutott tovább | Nem jutott tovább | Nem jutott tovább   | Nem jutott tovább   |
| Simon Sjodin                                                  | Férfi 200 méteres vegyesúszás      | 2:01.60   | 25        | Nem jutott tovább | Nem jutott tovább | Nem jutott tovább   | Nem jutott tovább   |
| Mattias Carlsson                                              | Férfi 200 méteres hátúszás         | 2:00.44   | 22        | Nem jutott tovább | Nem jutott tovább | Nem jutott tovább   | Nem jutott tovább   |
| Jakob Dorch                                                   | Férfi 50 méteres mellúszás         | 28.42     | 30        | Nem jutott tovább | Nem jutott tovább | Nem jutott tovább   | Nem jutott tovább   |
| Jakob Dorch                                                   | Férfi 100 méteres mellúszás        | 1:02.71   | 51        | Nem jutott tovább | Nem jutott tovább | Nem jutott tovább   | Nem jutott tovább   |
| Lars Frolander                                                | Férfi 100 méteres pillangóúszás    | 52.56     | 15 Q      | 52.34             | 12                | Nem jutott tovább   | Nem jutott tovább   |
| Stefan Nystrand Petter Stymne Lars Frolander Robin Andreasson | Férfi 4 × 100 méteres gyorsváltó   | 3:17.07   | 11        |                   |                   | Nem jutottal tovább | Nem jutottal tovább |
| Simon Sjodin Jakob Dorch Lars Frolander Petter Stymne         | Férfi 4 × 100 méteres vegyes váltó | 3:38.34   | 16        |                   |                   | Nem jutottak tovább | Nem jutottak tovább |

Női
| Versenyző(k)                                                       | Esemény                          | Selejtező | Selejtező | Elődöntő          | Elődöntő          | Döntő               | Döntő               |
| Versenyző(k)                                                       | Esemény                          | Idő       | Helyezés  | Idő               | Helyezés          | Idő                 | Helyezés            |
| ------------------------------------------------------------------ | -------------------------------- | --------- | --------- | ----------------- | ----------------- | ------------------- | ------------------- |
| Therese Alshammar                                                  | Női 50 méteres gyorsúszás        | 24.82     | 1 Q       | 24.63             | 3 Q               | 24.14               | Aranyérem           |
| Therese Alshammar                                                  | Női 50 méteres pillangóúszás     | 25.68     | 1 Q       | 25.52             | 1 Q               | 25.76               | Ezüstérem           |
| Therese Alshammar                                                  | Női 100 méteres pillangóúszás    | 58.71     | 14 Q      | 58.20             | 10                | Nem jutott tovább   | Nem jutott tovább   |
| Gabriella Fagundez                                                 | Női 100 méteres gyorsúszás       | 54.81     | 14 Q      | 54.92             | 15                | Nem jutott tovább   | Nem jutott tovább   |
| Gabriella Fagundez                                                 | Női 200 méteres gyorsúszás       | 2:00.05   | 27        | Nem jutott tovább | Nem jutott tovább | Nem jutott tovább   | Nem jutott tovább   |
| Ida Marko-Varga                                                    | Női 100 méteres gyorsúszás       | 54.81     | 14 Q      | 54.78             | 11                | Nem jutott tovább   | Nem jutott tovább   |
| Ida Marko-Varga                                                    | Női 200 méteres pillangóúszás    | 2:09.38   | 16 Q      | 2:09.56           | 16                | Nem jutott tovább   | Nem jutott tovább   |
| Sarah Sjöström                                                     | Női 200 méteres gyorsúszás       | 1:58.26   | 12 Q      | 1:56.71           | 5 Q               | 1:56.41             | 4                   |
| Sarah Sjöström                                                     | Női 50 méteres pillangóúszás     | 26.17     | 5 Q       | 25.90             | 4 Q               | 25.87               | 4                   |
| Sarah Sjöström                                                     | Női 100 méteres pillangóúszás    | 58.10     | 6 Q       | 57.29             | 3 Q               | 57.38               | 4                   |
| Therese Svendsen                                                   | Női 100 méteres hátúszás         | 1:03.36   | 36        | Nem jutott tovább | Nem jutott tovább | Nem jutott tovább   | Nem jutott tovább   |
| Therese Svendsen                                                   | Női 200 méteres hátúszás         | 2:18.12   | 33        | Nem jutott tovább | Nem jutott tovább | Nem jutott tovább   | Nem jutott tovább   |
| Rebecca Ejdervik                                                   | Női 50 méteres mellúszás         | 31.19     | 7 Q       | 31.41             | 8 Q               | 31.45               | 8                   |
| Jennie Johansson                                                   | Női 50 méteres mellúszás         | 30.89     | 4 Q       | 31.16             | 6 Q               | 30.89               | 5                   |
| Jennie Johansson                                                   | Női 100 méteres mellúszás        | 1:07.80   | 7 Q       | 1:08.02           | 11                | Nem jutott tovább   | Nem jutott tovább   |
| Joline Höstman                                                     | Női 100 méteres mellúszás        | 1:08.63   | 16 Q      | 1:08.55           | 14                | Nem jutott tovább   | Nem jutott tovább   |
| Joline Höstman                                                     | Női 200 méteres mellúszás        | 2:28.88   | 21        | Nem jutott tovább | Nem jutott tovább | Nem jutott tovább   | Nem jutott tovább   |
| Martina Granström                                                  | Női 200 méteres pillangóúszás    | 2:09.12   | 14 Q      | 2:08.01           | 11                | Nem jutott tovább   | Nem jutott tovább   |
| Ida Sandin                                                         | Női 200 méteres vegyesúszás      | 2:16.87   | 23        | Nem jutott tovább | Nem jutott tovább | Nem jutott tovább   | Nem jutott tovább   |
| Stina Gardell                                                      | Női 200 méteres vegyesúszás      | 2:15.45   | 19        | Nem jutott tovább | Nem jutott tovább | Nem jutott tovább   | Nem jutott tovább   |
| Stina Gardell                                                      | Női 400 méteres vegyesúszás      | 4:44.53   | 16        |                   |                   | Nem jutott tovább   | Nem jutott tovább   |
| Ida Marko-Varga Gabriella Fagundez Michelle Coleman Petra Granlund | Női 4 × 100 méteres gyorsváltó   | 3:40.45   | 10        |                   |                   | Nem jutottak tovább | Nem jutottak tovább |
| Ida Marko-Varga Gabriella Fagundez Sarah Sjöström Stina Gardell    | Női 4 × 200 méteres gyorsváltó   | 8:02.30   | 12        |                   |                   | Nem jutottak tovább | Nem jutottak tovább |
| Sarah Sjöström Joline Höstman Martina Granström Ida Marko-Varga    | Női 4 × 100 méteres vegyes váltó | 4:02.71   | 10        |                   |                   | Nem jutottak tovább | Nem jutottak tovább |